# Cats (film)
Cats er en amerikansk musical-film instrueret af Tom Hooper fra 2019 og er baseret på musicalen Cats og Gamle Possums bog om praktiske katte af T.S. Eliot.
Filmen indspillede for $75,5 mio. mod et budget på $80-100 mio., og efter markedsføringsomkostninger og andet blev trukket fra har den givet filmselskabet et tab på omkring $71 mio.
Den fik ekstremt dårlige anmeldelser og har 19% på Rotten Tomatoes og bliver betragtet som en af de værste film nogensiden. Den modtog flere "priser" ved Golden Raspberry Award.

## Medvirkende
- James Corden som Bustopher Jones
- Judi Dench som Old Deuteronomy
- Jason Derulo som Rum Tum Tugger
- Idris Elba som Macavity
- Jennifer Hudson som Grizabella
- Taylor Swift som Bombalurina